# Аспісгайм
Аспісгайм (нім. Aspisheim) — громада в Німеччині, розташована в землі Рейнланд-Пфальц. Входить до складу району Майнц-Бінген. Складова частина об'єднання громад Шпрендлінген-Гензінген.
Площа — 5,81 км2. Населення становить 863 ос. (станом на 31 грудня 2020).

## Галерея

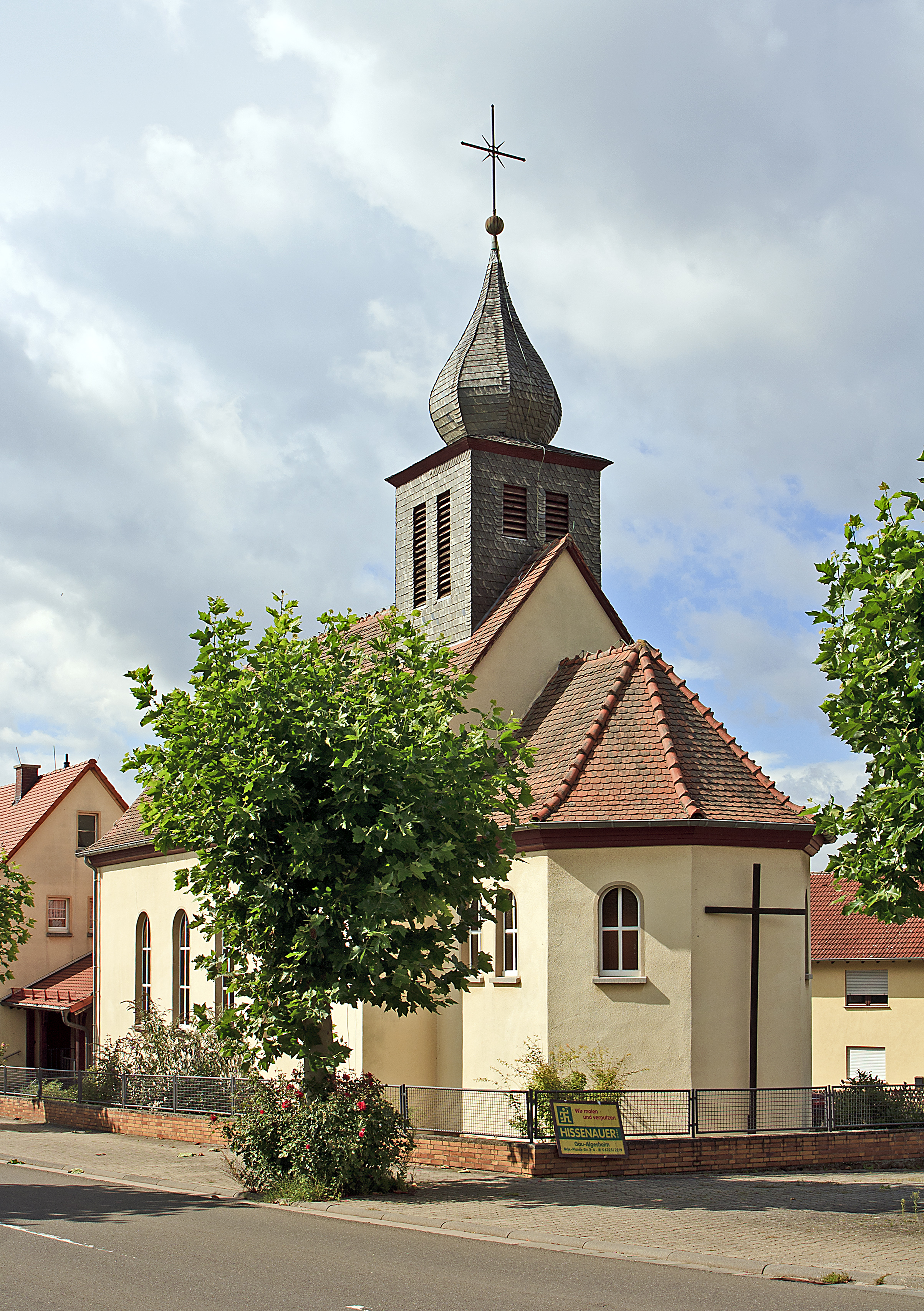